# クロテン
クロテン（黒貂、Martes zibellina）は、ネコ目（食肉目）イタチ科テン属に属する哺乳類。古くはふるきとも呼ばれていた『倭名類聚抄』。

## 分布
ロシア、中国、朝鮮半島、日本からヨーロッパ東部まで広く分布している。日本では北海道にのみ、亜種のエゾクロテン（蝦夷黒貂、Martes zibellina brachyura）が生息している。エゾクロテンは、近年まで生息状況がわからなかったが、近年の調査で北海道の中央部以東、以北に広く分布していることが明らかになっている。

## 形態
大陸に分布するクロテンは頭胴長50cm、尾長17cm、体重1.5kgになる。体毛は灰色から黒褐色。テンと外見的には、胸にオレンジ色または褐色の斑紋がないこと、尾が短いことで区別される。亜種エゾクロテンは、頭胴長 35 - 40cm、尾長 12 - 14cm、体重 0.7 - 1kgと大陸産のものより小型である。またエゾクロテンの体毛は冬にベージュ色となるものが多い。

## 生態
耕作地周辺を含む森林に生息する。樹上で活動することも多いが、地上の動物を捕食するためなどの理由で地上も頻繁に利用する。小型脊椎動物、昆虫、果実を食べる。積雪期には雪と地表の隙間に入り、ノネズミなどを捕食する。ユキウサギなど、自分より大型のものを捕食することもある。

## 移入
クロテンと近縁種であるテン（Martes melampus）が1940年代に本州から北海道に移入されており、エゾクロテンの分布していない北海道中央部以西、以南に分布している。

## 人間との関係
非常に古くから高級な毛皮を持つ動物として知られてきた。なお毛皮動物としての本種は、クロテンより英名をそのまま読んだセーブルの名で呼ばれることが多い。高級水彩用筆としても使われる。
日本では平安時代から高級毛皮として知られており、渤海や中国東北部経由で輸入され皇族や貴族に鎌倉時代初期まで愛用された。『源氏物語』の『末摘花』にも、当時の若い女性には珍しく本種の毛皮を着用していた旨の記述があり、実際の着用例としては醍醐天皇の元服前の皇子・重明親王が毛皮を何重にも重ね着して渤海使と会ったという記録などがある。
近代に至り、中国で清朝が興ると、同王朝発祥の地がかつて渤海のあった地であったこともあって、日本同様皇族や高官の間で珍重されるようになる。また交易品として江戸時代の日本にアイヌを通じて輸出され、乱獲されるようになる。やがてアイヌは本種の毛皮を求めて沿海州や樺太へ進出するようになる。
またこの頃になると帝政ロシアのシベリア（ロシアのシベリア征服）進出が本格化し、得られた毛皮がヨーロッパ各国へ輸出されもてはやされた。当時、ロシアでは捕獲した本種の毛皮40頭分を1単位として流通させており、その影響が現在のロシア語の40（сорок）に残っているといわれる（他のヨーロッパ言語と異なり、40のみ4（четыре）から派生したのではない独自の単語になっている）。こうしたロシアの東方征服の歴史と共に、クロテンの捕獲圧も東方に進み、さらに個体数を大きく減らしてきた歴史を持つ。現在でもシベリア産のクロテンの毛皮は毛皮の中の最高級品ロシアンセーブルとして知られる。
日本に生息するエゾクロテンも明治時代初期には、北海道の広範囲に分布していたが、乱獲されて減少し絶滅が危惧されたため、1920年（大正9年）に禁猟となった。ただし、エゾクロテンの毛皮は大陸産の毛皮に比べると毛色が悪く品質は低かった。